# Frédérique-Wilhelmine de Prusse
La princesse Frédérique Louise Wilhelmine Amélie de Prusse (30 septembre 1796 – 1er janvier 1850), fille du Louis-Charles de Prusse et Frédérique de Mecklembourg-Strelitz. Elle est membre de la Maison de Hohenzollern. Par son mariage avec Léopold IV d'Anhalt, elle devient duchesse consort d'Anhalt-Dessau.

## La famille
Frédérique est l'enfant le plus jeune et la seule fille du Louis-Charles de Prusse et de sa femme Frédérique de Mecklembourg-Strelitz. Son père était un des plus jeunes fils de Frédéric-Guillaume II de Prusse. En raison des deux remariages de sa mère, Frédérique eut de nombreux demi-frères et sœurs, notamment le roi Georges V de Hanovre.

## Le mariage et les enfants
Le 18 avril 1818, Frédérique épouse Léopold IV d'Anhalt à Berlin. Ils étaient fiancés depuis le 17 mai 1816. Cette union dynastique est l'expression de la politique pro-prussienne de Léopold.
Ils ont six enfants :
- Frédérique-Amélie-Auguste (1819-1822) ;
- Agnès d'Anhalt-Dessau (1824-1897), épouse en 1853 le duc Ernest Ier de Saxe-Altenbourg ;
- un fils mort-né (1825-1825) ;
- un fils mort-né (1827-1827) ;
- Frédéric Ier (1831-1904), duc d'Anhalt, épouse en 1854 Antoinette de Saxe-Altenbourg ;
- Marie-Anne d'Anhalt-Dessau (1837-1906), épouse en 1854 le prince Frédéric-Charles de Prusse.

Frédérique est décédée le 1er janvier 1850 à Dessau. Léopold est mort 21 ans plus tard, le 22 mai 1871.

## Sources
- Frederick Martin, The Statesman's Year Book, 1866, Londres, Macmillan and Co., 1866